# Liste des reines de Norvège
Ceci est une liste des reines consorts de Norvège. Cette liste couvre une longue période durant laquelle le rôle de ces épouses a beaucoup changé. Chaque reine a ainsi eu un parcours différent, qui alla même jusqu'à celui de gouverner le pays ou bien d'exercer le rôle de régente. Le mariage avec le roi de Norvège répondait le plus souvent à des alliances politiques (c'est pourquoi un nombre important des reines ne sont pas natives de Norvège). Il fut ainsi interdit pendant longtemps au roi d'épouser une roturière. En raison de l'union avec le Danemark et la Suède, les reines d'entre 1380 et 1814 étaient aussi reines du Danemark et les reines d'entre 1814 et 1905 reines de Suède.

## Maison de Hårfagre (872-970, 995-1000)
| Portrait | Nom (dates)                      | Époux                                                  | Titres                                                   | Eléments biographiques                                                                      |
| -------- | -------------------------------- | ------------------------------------------------------ | -------------------------------------------------------- | ------------------------------------------------------------------------------------------- |
|          | Gyda Eiriksdatter (vers 852 - ?) | - Harald Ier de Norvège (mariage en 872)               | - Reine de Norvège (872-930)                             | - Fille d'Eirik d'Hordaland.                                                                |
|          | Gunhild Kongemor (910-971/980)   | - Éric Ier de Norvège                                  | - Reine de Norvège (931-934) - Reine de Jórvík (947-949) | - Princesse de la Maison de Jelling. Fille de Gorm l'Ancien. - Mère d'Harald II de Norvège. |
|          | Thyre de Danemark (?-1000)       | - Styrbjörn le Fort - Olaf Tryggvason (mariage en 998) | - Reine de Norvège (998-1000)                            | - Princesse de la Maison de Jelling. Fille d'Harald Ier de Danemark.                        |

## Maison de Jelling (1000-1014)
| Portrait | Nom (dates)            | Époux                                                                                     | Titres | Eléments biographiques |
| -------- | ---------------------- | ----------------------------------------------------------------------------------------- | --- | --- |
|          | Świętosława (968-1014) | - Éric VI de Suède (mariage entre 980 et 988) - Sven à la Barbe fourchue (mariage en 998) | - Reine de Suède (980/88-995) - Reine de Danemark (998 - 3 février 1014) - Reine de Norvège (1000 - 3 février 1014) - Reine d'Angleterre (1013 - 3 février 1014) | - Princesse de la Maison Piast. Fille de Miezko Ier de Pologne et de Dubravka. - Mère d'Olof Skötkonung, de Knut le Grand, d'Harald II de Danemark et d'Estrid Svendsdatter. |

## Maison de Hårfagre (1015-1028)
| Portrait | Nom (dates)                    | Époux                                  | Titres                         | Eléments biographiques                                                                        |
| -------- | ------------------------------ | -------------------------------------- | ------------------------------ | --------------------------------------------------------------------------------------------- |
|          | Astrid Olofsdotter (1000-1035) | - Olaf II de Norvège (mariage en 1019) | - Reine de Norvège (1019-1028) | - Princesse de la Dynastie de Munsö. Fille d'Olof Skötkonung. - Mère de Wulfhilde de Norvège. |

## Maison de Jelling (1028-1035)
| Portrait | Nom (dates)                     | Époux                                                                      | Titres | Eléments biographiques |
| -------- | ------------------------------- | -------------------------------------------------------------------------- | --- | --- |
|          | Emma de Normandie (980/90-1052) | - Æthelred le Malavisé (mariage en 1002) - Knut le Grand (mariage en 1017) | - Reine d'Angleterre (1002-1013, 1014-1016 et 1017-1035) - Reine de Danemark (1018-1035) - Reine de Norvège (1028-1035) | - Princesse rollonide. Fille de Richard Ier de Normandie et de Gunnor. - Mère d'Édouard le Confesseur, d'Alfred Ætheling, de Godgifu, d'Hardeknut et de Gunhild de Danemark. |

## Maison de Hårfagre (1047-1319)
| Portrait | Nom (dates)                                          | Époux                                                                                          | Début                                                                       | Eléments biographiques |
| -------- | ---------------------------------------------------- | ---------------------------------------------------------------------------------------------- | --------------------------------------------------------------------------- | --- |
|          | Élisabeth de Kiev (1025-1067)                        | - Harald Hardrada (mariage en 1043/44)                                                         | - Reine de Norvège (25 octobre 1047 - 25 septembre 1066)                    | - Princesse riourikide. Fille de Iaroslav le Sage et d'Ingigerd de Suède. - Mère de Maria Haraldsdotter et d'Ingegerd de Norvège.                                |
|          | Ingerid de Danemark                                  | - Olaf III de Norvège (mariage en 1067) - Svein Brynjulfsson                                   | - Reine de Norvège (1067-1093)                                              | - Princesse de la Maison d'Estridsen. Fille de Sven II de Danemark.                                                                                              |
|          | Margrete Fredkulla (1080-1117/30)                    | - Magnus III de Norvège (mariage en 1101) - Niels de Danemark (mariage en 1105)                | - Reine de Norvège (1101 - août 1103) - Reine de Danemark (1105/1117/30)    | - Princesse de la Maison de Stenkil. Fille d'Inge Ier de Suède et d'Hélène de Suède. - Mère de Magnus Ier de Suède.                                              |
|          | Ingebjørg Guttormsdatter                             | - Eystein Ier de Norvège                                                                       | - Reine de Norvège (août 1103 - 29 août 1123)                               | - Fille de Guttorm Toresson. |
|          | Malfrid de Kiev (1095/1102-1137)                     | - Sigurd Ier de Norvège (mariage en 1116/20) - Éric II de Danemark (mariage en 1131)           | - Reine de Norvège (1116/20 - 26 mars 1130) - Reine de Danemark (1134-1137) | - Princesse riourikide. Fille de Mstislav Ier de Kiev et de Christine Ingesdotter. - Mère de Christina de Norvège.                                               |
|          | Kristina Knudsdatter (1118-1139)                     | - Magnus IV de Norvège (mariage en 1132)                                                       | - Reine de Norvège (1132-1133)                                              | - Princesse de la Maison d'Estridsen. Fille de Knud Lavard et d'Ingeborg Mstislavna.                                                                             |
|          | Ingrid Rögnvaldsdotter (1100/1110 - après 1131)      | - Henrik de Danemark - Harald IV de Norvège (mariage en 1134) - Ottar Birtting - Arne Ivarsson | - Reine de Norvège (1134-1136)                                              | - Princesse de la Maison de Stenkil. Fille de Ragnvald de Suède. - Mère de Magnus II de Suède, de Buris Henriksen, d'Inge Ier de Norvège et de Nicolas Arnesson. |
|          | Ragna Nikolasdatter                                  | - Eystein II de Norvège                                                                        | - Reine de Norvège (1142-1157)                                              | - Fille de Nikolas Måse. |
|          | Estrid Bjørnsdotter                                  | - Tore Skinnfeld - Magnus V de Norvège (mariage en 1170)                                       | - Reine de Norvège (1170 -1176)                                             | - Fille de Bjørn Byrdarsvein et Rangrid Guttormsdatter. |
|          | Margaret de Suède (1155-1209)                        | - Sverre de Norvège (mariage en 1189)                                                          | - Reine de Norvège (1189 - 9 mars 1202)                                     | - Princesse de la Maison d'Erik. Fille d'Éric IX de Suède et de Christine Björnsdotter. - Mère de Christine Sverresdatter.                                       |
|          | Margrete Skulesdatter (1208-1270)                    | - Håkon IV de Norvège (mariage le 25 mai 1225)                                                 | - Reine de Norvège (25 mai 1225 - 15 décembre 1263)                         | - Princesse de la dynastie Gille. Fille de Skúli Bárdarson. - Mère d'Håkon le Jeune, de Christina de Norvège et de Magnus VI de Norvège.                         |
|          | Rikissa Birgersdotter (1237 - après 1288)            | - Håkon le Jeune (mariage en 1251) - Henri Ier de Mecklembourg-Werle-Güstrow (mariage en 1262) | - Co-reine de Norvège (1251 - 5 mai 1257) - Princesse de Werle (1262-1288)  | - Princesse de la Maison de Bjalbo. Fille de Birger Jarl et d'Ingeborg de Suède. - Mère d'Henri II de Mecklembourg-Werle.                                        |
|          | Ingeborg Eriksdotter (1244-1287)                     | - Magnus VI de Norvège (mariage le 11 septembre 1261)                                          | - Reine de Norvège (15 décembre 1263 - 9 mai 1280)                          | - Princesse de la Maison d'Estridsen. Fille d'Éric IV de Danemark et de Jutte de Saxe. - Mère d'Éric II de Norvège et d'Håkon V de Norvège.                      |
|          | Marguerite d'Écosse (28 février 1261 - 9 avril 1283) | - Éric II de Norvège (mariage en 1281)                                                         | - Reine de Norvège (1281 - 9 avril 1283)                                    | - Princesse de la Maison de Dunkeld. Fille d'Alexandre III d'Écosse et de Marguerite d'Angleterre. - Mère de Marguerite de Norvège.                              |
|          | Isabelle Bruce (1272-1358)                           | - Éric II de Norvège (mariage en 1293)                                                         | - Reine de Norvège (1293 - 15 juillet 1299)                                 | - Princesse de la Maison de Bruce. Fille de Robert de Bruce et de Margaret de Carrick. - Mère d'Ingeborg Eriksdatter.                                            |
|          | Euphémie de Rügen (1280/89-1312)                     | - Håkon V de Norvège (mariage en 1299)                                                         | - Reine de Norvège (15 juillet 1299 - 1312)                                 | - Princesse de la Maison de Sverre. Fille de Wisław II de Rügen et d’Agnès de Brunswick-Lunebourg. - Mère d’Ingeborg Hakonsdatter.                               |

## Maison de Bjalbo (1335-1387)
| Portrait | Nom (dates)                                         | Époux                                            | Titres | Eléments biographiques | Armoiries |
| -------- | --------------------------------------------------- | ------------------------------------------------ | --- | --- | --------- |
|          | Blanche de Namur (1320-1363)                        | - Magnus IV de Suède (mariage en 1335)           | - Reine de Suède (1335 - 30 novembre 1363) - Reine de Norvège (1335 - 18 novembre 1343) | - Princesse de la Maison de Dampierre. Fille de Jean Ier de Namur et de Marie d'Artois. - Mère d'Éric XII de Suède et d'Haakon VI de Norvège. |           |
|          | Marguerite Ire de Danemark (1353 - 28 octobre 1412) | - Haakon VI de Norvège (mariage le 9 avril 1363) | - Reine de Suède (consort du 9 avril 1363 au 15 février 1364, de plein droit du 24 février 1389 au 28 octobre 1412) - Reine de Norvège (consort du 9 avril 1363 au 11 septembre 1380, de plein droit du 2 février 1388 au 28 octobre 1412) - Reine de Danemark (de plein droit, 10 août 1387 - 28 octobre 1412) | - Princesse de la Maison d'Estridsen. Fille de Valdemar IV de Danemark et d'Hedwige de Schleswig. - Mère d'Oluf Hakonsen.                     |           |

## Maison de Poméranie (1389-1442)
| Portrait | Nom (dates)                                       | Conjoint(s)                                      | Titres                                                                      | Eléments biographiques                                                                     | Armoiries |
| -------- | ------------------------------------------------- | ------------------------------------------------ | --------------------------------------------------------------------------- | ------------------------------------------------------------------------------------------ | --------- |
|          | Philippa d'Angleterre (4 juin 1394 - 5 juin 1430) | - Éric de Poméranie (mariage le 26 octobre 1406) | - Reine de Danemark, de Norvège et de Suède (26 octobre 1406 - 5 juin 1430) | - Princesse de la Maison de Lancastre. Fille d'Henri IV d'Angleterre et de Marie de Bohun. |           |

## Maison de Wittelsbach (1442-1448)
| Portrait | Nom (dates)                                                            | Conjoints | Titres | Eléments biographiques | Armoiries |
| -------- | ---------------------------------------------------------------------- | --- | --- | --- | --------- |
|          | Dorothée de Brandebourg-Kulmbach (31 décembre 1430 - 25 novembre 1495) | - Christophe de Bavière (mariage le 12 septembre 1445) - Christian Ier de Danemark (mariage le 28 octobre 1449) | - Reine de Danemark (12 septembre 1445 - 5 janvier 1448, 28 octobre 1449 - 21 mai 1481) - Reine de Norvège (12 septembre 1445 - 28 octobre 1448, 13 mai 1450 - 21 mai 1481) - Reine de Suède (12 septembre 1445 - 28 octobre 1448, 23 juin 1457 - 23 juin 1464) - Duchesse de Schleswig (5 mars 1460 - 21 mai 1481) - Comtesse (5 mars 1460 - 1474) puis duchesse (1474 - 21 mai 1481) d'Holstein | - Princesse de la Maison de Hohenzollern. Fille de Jean IV de Brandebourg-Külmbach et de Barbara de Saxe. - Mère de Jean de Danemark, de Marguerite de Danemark et de Frédéric Ier de Danemark. |           |

## Maison de Bonde (1449-1450)
| Nom (dates)                                   | Conjoint                                    | Titres                                                                                                | Eléments biographiques |
| --------------------------------------------- | ------------------------------------------- | --- | --- |
| Catherine de Bjurum (1418 - 7 septembre 1450) | - Karl Knutsson (mariage le 5 octobre 1438) | - Reine de Suède (20 juin 1448 - 7 septembre 1450) - Reine de Norvège (25 octobre 1449 - 13 mai 1450) | - Princesse de la Maison de Gumsehuvud. Fille de Karl Ormsson Gumsehuvud et de Märta Gregersdotter. - Mère de Magdalena de Suède. |

## Maison d'Oldenbourg (1450-1814)
| Portrait | Nom (dates)                                                               | Conjoint(s) | Titres | Eléments biographiques | Armoiries |
| -------- | ------------------------------------------------------------------------- | --- | --- | --- | --------- |
|          | Dorothée de Brandebourg-Kulmbach (31 décembre 1430 - 25 novembre 1495)    | - Christophe de Bavière (mariage le 12 septembre 1445) - Christian Ier de Danemark (mariage le 28 octobre 1449) | - Reine de Danemark (12 septembre 1445 - 5 janvier 1448, 28 octobre 1449 - 21 mai 1481) - Reine de Norvège (12 septembre 1445 - 28 octobre 1448, 13 mai 1450 - 21 mai 1481) - Reine de Suède (12 septembre 1445 - 28 octobre 1448, 23 juin 1457 - 23 juin 1464) - Duchesse de Schleswig (5 mars 1460 - 21 mai 1481) - Comtesse (5 mars 1460 - 1474) puis duchesse (1474 - 21 mai 1481) d'Holstein | - Princesse de la Maison de Hohenzollern. Fille de Jean IV de Brandebourg-Külmbach et de Barbara de Saxe. - Mère de Jean de Danemark, de Marguerite de Danemark et de Frédéric Ier de Danemark. |           |
|          | Christine de Saxe (25 décembre 1461 - 8 décembre 1521)                    | - Jean de Danemark (mariage le 6 septembre 1478)                                                                | - Reine de Danemark (21 mai 1481 - 20 février 1513) - Duchesse de Schleswig-Holstein (12 septembre 1482 - 20 février 1513) - Reine de Norvège (20 juillet 1483 - 20 février 1513) - Reine de Suède (6 octobre 1497 - 1er août 1501) | - Princesse de la Maison de Wettin. Fille d'Ernest de Saxe et d'Élisabeth de Bavière. - Mère de Christian II de Danemark, d'Élisabeth de Danemark et de François de Danemark. |           |
|          | Isabelle d'Autriche (18 juillet 1501 - 19 janvier 1526)                   | - Christian II de Danemark (mariage le 12 août 1515)                                                            | - Reine de Danemark et de Norvège (12 août 1515 - 20 janvier 1523) - Reine de Suède (1er novembre 1520 - 23 août 1521) | - Princesse de la Maison de Habsbourg. Fille de Philippe de Habsbourg et de Jeanne de Castille. - Mère de Jean de Danemark, de Dorothée de Danemark et de Christine de Danemark. |           |
|          | Sophie de Poméranie (1er janvier 1498 - 13 mai 1568)                      | - Frédéric Ier de Danemark (mariage le 9 octobre 1518)                                                          | - Duchesse de Schleswig-Holstein (9 octobre 1518 - 10 avril 1533) - Reine de Danemark et de Norvège (20 janvier 1523 - 10 avril 1533) | - Princesse de la Maison de Poméranie. Fille de Bogusław X de Poméranie et d'Anne Jagellon. - Mère d'Élisabeth de Danemark, d'Adolphe de Holstein-Gottorp, de Dorothée de Danemark et de Frédéric de Danemark. |           |
|          | Dorothée de Saxe-Lauenbourg (9 juillet 1511 - 7 octobre 1571)             | - Christian III de Danemark (mariage le 29 octobre 1525)                                                        | - Princesse héritière de Danemark et de Norvège (29 octobre 1525 - 4 juillet 1534) - Duchesse de Schleswig-Holstein (10 avril 1533 - 15 mai 1544) - Reine de Danemark et de Norvège (4 juillet 1534 - 1er janvier 1559) | - Princesse de la Maison d'Ascanie. Fille de Magnus Ier de Saxe-Lauenbourg et de Catherine de Brunswick-Wolfenbüttel. - Mère d'Anne de Danemark, de Frédéric II de Danemark, de Magnus de Holstein, de Jean de Schleswig-Holstein-Sonderbourg et de Dorothée de Danemark.                                            |           |
|          | Sophie de Mecklembourg-Güstrow (4 septembre 1557 - 14 octobre 1631)       | - Frédéric II de Danemark (mariage le 20 juillet 1572)                                                          | - Reine de Danemark et de Norvège (20 juillet 1572 - 4 avril 1588) - Duchesse de Schleswig-Holstein-Gottorp (1er octobre 1586 - 4 avril 1588) | - Princesse de la Maison de Mecklembourg. Fille d'Ulrich de Mecklembourg-Güstrow et d'Élisabeth de Danemark. - Mère d'Élisabeth de Danemark, d'Anne de Danemark, de Christian IV de Danemark, d'Ulrich de Danemark, d'Augusta de Danemark et d'Hedwige de Danemark.                                                  |           |
|          | Anne-Catherine de Brandebourg (26 juin 1575 - 8 avril 1612)               | - Christian IV de Danemark (mariage le 27 novembre 1597)                                                        | - Reine de Danemark et de Norvège (27 novembre 1597 - 8 avril 1612) | - Princesse de la Maison de Hohenzollern. Fille de Joachim III Frédéric de Brandebourg et de Catherine de Brandebourg-Küstrin. - Mère de Christian de Danemark et de Frédéric III de Danemark. |           |
|          | Sophie-Amélie de Brunswick-Calenberg (24 mars 1628 - 20 février 1685)     | - Frédéric III de Danemark (mariage le 1er octobre 1643)                                                        | - Princesse héritière de Danemark et de Norvège (2 juin 1647 - 28 février 1648) - Reine de Danemark et de Norvège (28 février 1648 - 9 février 1670) | - Princesse de la Maison de Brunswick. Fille de Georges de Brunswick-Calenberg et d'Anne-Éléonore de Hesse-Darmstadt. - Mère de Christian V de Danemark, d'Anne-Sophie de Danemark, de Frédérique-Amélie de Danemark, de Wilhelmine-Ernestine de Danemark, de Georges de Danemark et d'Ulrique-Éléonore de Danemark. |           |
|          | Charlotte-Amélie de Hesse-Cassel (27 avril 1650 - 27 mars 1714)           | - Christian V de Danemark (mariage le 25 juin 1667)                                                             | - Princesse héritière de Danemark et de Norvège (25 juin 1667 - 9 février 1670) - Reine de Danemark et de Norvège (9 février 1670 - 25 août 1699) | - Princesse de la Maison de Hesse. Fille de Guillaume VI de Hesse-Cassel et d'Edwige-Sophie de Brandebourg. - Mère de Frédéric IV de Danemark, de Sophie-Hedwige de Danemark et de Guillaume de Danemark. |           |
|          | Louise de Mecklembourg-Gustrow (28 août 1667 - 15 mars 1721)              | - Frédéric IV de Danemark (mariage le 5 décembre 1695)                                                          | - Princesse héritière de Danemark et de Norvège (5 décembre 1695 - 9 février 1699) - Reine de Danemark et de Norvège (9 février 1699 - 15 mars 1721) | - Princesse de la Maison de Mecklembourg. Fille de Gustave-Adolphe de Mecklembourg-Güstrow et de Madeleine-Sibylle de Holstein-Gottorp. - Mère de Christian VI de Danemark et de Charlotte-Amélie de Danemark. |           |
|          | Anne-Sophie de Reventlow (16 avril 1693 - 7 janvier 1743)                 | - Frédéric IV de Danemark (mariage le 4 avril 1721)                                                             | - Reine de Danemark et de Norvège (4 avril 1721 - 12 octobre 1730) | - Princesse de la Maison de Reventlow. Fille de Conrad de Reventlow et de Sophie Amalie von Hahn. |           |
|          | Sophie-Madeleine de Brandebourg-Culmbach (28 novembre 1700 - 27 mai 1770) | - Christian VI de Danemark (mariage le 7 août 1721)                                                             | - Princesse héritière de Danemark et de Norvège (7 août 1721 - 12 octobre 1730) - Reine de Danemark et de Norvège (12 octobre 1730 - 6 août 1746) | - Princesse de la Maison de Hohenzollern. Fille de Christian-Henri de Brandebourg-Culmbach et de Sophie-Christiane de Wolfstein. - Mère de Frédéric V de Danemark et de Louise de Danemark. |           |
|          | Louise de Grande-Bretagne (18 décembre 1724 - 19 décembre 1751)           | - Frédéric V de Danemark (mariage le 11 décembre 1743)                                                          | - Princesse héritière de Danemark et de Norvège (11 décembre 1743 - 6 août 1746) - Reine de Danemark et de Norvège (6 août 1746 - 19 décembre 1751) | - Princesse de la Maison de Hanovre. Fille de George II de Grande-Bretagne et de Caroline d'Ansbach. - Mère de Sophie-Madeleine de Danemark, de Wilhelmine-Caroline de Danemark, de Christian VII de Danemark et de Louise de Danemark.                                                                              |           |
|          | Juliane-Marie de Brunswick (4 septembre 1729 - 10 octobre 1796)           | - Frédéric V de Danemark (mariage le 8 juillet 1752)                                                            | - Reine de Danemark et de Norvège (8 juillet 1752 - 13 janvier 1766) | - Princesse de la Maison de Brunswick. Fille de Ferdinand-Albert II de Brunswick-Wolfenbüttel et d'Antoinette de Brunswick-Wolfenbüttel. - Mère de Frédéric de Danemark. |           |
|          | Caroline-Mathilde de Hanovre (22 juillet 1751 - 10 mai 1775)              | - Christian VII de Danemark (mariage le 8 novembre 1766)                                                        | - Reine de Danemark et de Norvège (8 novembre 1766 - 6 avril 1772) | - Princesse de la Maison de Hanovre. Fille de Frédéric de Galles et d'Augusta de Saxe-Gotha-Altenbourg. - Mère de Frédéric VI de Danemark et de Louise Augusta de Danemark. |           |
|          | Marie-Sophie de Hesse-Cassel (28 octobre 1767 - 21 mars 1852)             | - Frédéric VI de Danemark (mariage le 31 juillet 1790)                                                          | - Princesse héritière de Danemark et de Norvège (31 juillet 1790 - 13 mars 1808) - Reine de Danemark (13 mars 1808 - 3 décembre 1839) - Reine de Norvège (13 mars 1808- 14 janvier 1814) | - Princesse de la Maison de Hesse. Fille de Charles de Hesse-Cassel et de Louise de Danemark. - Mère de Caroline de Danemark et de Wilhelmine-Marie de Danemark. |           |

## Maison de Holstein-Gottorp (1814-1818)
| Portrait | Nom (dates)                                                                             | Époux                                               | Titres | Eléments biographiques | Armoiries |
| -------- | --------------------------------------------------------------------------------------- | --------------------------------------------------- | --- | --- | --------- |
|          | Hedwige-Élisabeth-Charlotte de Schleswig-Holstein-Gottorp (22 mars 1759 - 20 juin 1818) | - Charles XIII de Suède (mariage le 7 juillet 1774) | - Duchesse de Södermanland (7 juillet 1774 - 29 mars 1809) - Reine de Suède (29 mars 1809 - 5 février 1818) - Reine de Norvège (4 novembre 1814 - 5 février 1818) | - Princesse de la Maison d'Oldenbourg. Fille de Frédéric-Auguste Ier d'Oldenbourg et d'Ulrique-Frédérique de Hesse-Cassel. - Mère de Charles-Adolphe de Suède. |           |

## Maison Bernadotte (1818-1905)
| Portrait | Nom (dates)                                            | Conjoint                                              | Titres | Eléments biographiques | Armoiries |
| -------- | ------------------------------------------------------ | ----------------------------------------------------- | --- | --- | --------- |
|          | Désirée Clary (8 novembre 1777 - 17 décembre 1860)     | - Charles XIV Jean de Suède (mariage le 17 août 1798) | - Princesse de Pontecorvo (5 juin 1806 - 5 novembre 1810) - Princesse héritière de Suède (5 novembre 1810 - 5 février 1818) - Princesse héritière de Norvège (4 novembre 1814 - 5 février 1818) - Reine de Suède et de Norvège (5 février 1818 - 8 mars 1844)                                          | - Princesse de la Famille Clary. Fille de François Clary et de Françoise Somis. - Mère d'Oscar Ier de Suède. |           |
|          | Joséphine de Leuchtenberg (14 mars 1807 - 7 juin 1876) | - Oscar Ier de Suède (mariage le 19 juin 1823)        | - Princesse de Bologne (de plein droit, 29 décembre 1807 - 14 avril 1814) - Duchesse de Galliera (de plein droit, 28 mai 1813 - 1837) - Princesse héritière de Suède et de Norvège, duchesse de Södermanland (22 mai 1823 - 8 mars 1844) - Reine de Suède et de Norvège (8 mars 1844 - 8 juillet 1859) | - Princesse de la Maison de Leuchtenberg. Fille d'Eugène de Beauharnais et d'Augusta-Amélie de Bavière. - Mère de Charles XV de Suède, de Gustave de Suède, d'Oscar II de Suède, d'Eugénie de Suède et d'Auguste de Suède. |           |
|          | Louise des Pays-Bas (5 août 1828 - 30 mars 1871)       | - Charles XV de Suède (mariage le 19 juin 1850)       | - Princesse héritière de Suède et de Norvège, duchesse de Scanie (19 juin 1850 - 8 juillet 1859) - Reine de Suède et de Norvège (8 juillet 1859 - 30 mars 1871) | - Princesse de la Maison d'Orange-Nassau. Fille de Frédéric d'Orange-Nassau et de Louise de Prusse. - Mère de Louise de Suède et de Charles-Oscar de Suède.                                                                |           |
|          | Sophie de Nassau (9 juillet 1836 - 30 décembre 1913)   | - Oscar II de Suède (mariage le 6 juin 1857)          | - Duchesse d'Östergötland (8 juillet 1859 - 18 septembre 1872) - Reine de Suède (18 septembre 1872 - 8 décembre 1907) - Reine de Norvège (18 septembre 1872 - 7 juin 1905) | - Princesse de la Maison de Nassau. fille de Guillaume de Nassau et de Pauline de Wurtemberg. - Mère de Gustave V de Suède, d'Oscar de Suède, de Charles de Suède et d'Eugène de Suède.                                    |           |

## Maison de Schleswig-Holstein-Sonderburg-Glücksburg (1905-)
| Portrait | Nom (dates)                                          | Époux                                                | Titres | Eléments biographiques |
| -------- | ---------------------------------------------------- | ---------------------------------------------------- | --- | --- |
|          | Maud de Galles (26 novembre 1869 - 20 novembre 1938) | - Haakon VII de Norvège (mariage le 22 juillet 1896) | - Princesse de Danemark (22 juillet 1896 - 18 novembre 1905) - Reine de Norvège (18 novembre 1905 - 20 novembre 1938) | - Princesse de la Maison de Saxe-Cobourg-Gotha. Fille d'Édouard VII du Royaume-Uni et d'Alexandra de Danemark. - Mère d'Olav V de Norvège. |
|          | Sonja Haraldsen (4 juillet 1937)                     | - Harald V de Norvège (mariage le 29 août 1968)      | - Princesse héritière de Norvège (29 août 1968 - 17 janvier 1991) - Reine de Norvège (17 janvier 1991)                | - Fille de Karl August Haraldsen et de Dagny Ulrichsen. - Mère de Märtha Louise de Norvège et de Haakon de Norvège.                        |

## Annexe

### Sources
- (en) Cet article est partiellement ou en totalité issu de l’article de Wikipédia en anglais intitulé « List of Norwegian consorts » (voir la liste des auteurs).
- Jean-Charles Volkmann, Généalogies des Rois et des Princes d'Europe, éditions Gisserot.